# Халіско (стадіон)
«Халіско» (ісп. Estadio Jalisco) — футбольний стадіон у місті Гвадалахара, Мексика. Третій за місткістю стадіон країни після столичних стадіонів «Ацтека» і «Олімпіко Універсітаріо». Всього вміщує 55 110 глядачів.

## Опис
На «Халіско» протягом 50 років виступав один з найбільш титулованих і найпопулярніший клуб Мексики — «Гвадалахара». У 2010 році «Гвадалахара» переїхала на стадіон Омнілайф в північному передмісті Сапопана. На даний момент «Халіско» продовжує залишатися домашньою ареною клубів «Атлас» «Леонес Негрос» та «Оро».
Також арена приймала кілька матчів чемпіонатів світу 1970 та 1986 років, а також Кубка конфедерацій 1999 року. У 1968 році тут пройшло кілька матчів попередньої стадії літніх Олімпійських ігор.

## Міжнародні змагання
- Попередній етап футбольного турніру Олімпійських ігор 1968
- Стадіон чемпіонату світу з футболу 1970 (включаючи півфінал Бразилія — Уругвай)
- Чемпіонат світу з футболу серед молодіжних команд 1983
- Чемпіонат світу з футболу 1986 (включаючи півфінал ФРН — Франція)
- Кубок конфедерацій 1999
- Панамериканські ігри 2011